# Durling
Durling (nep. दार्लिङ) – gaun wikas samiti w zachodniej części Nepalu w strefie Dhawalagiri w dystrykcie Baglung. Według nepalskiego spisu powszechnego z 2011 roku liczył on 1156 gospodarstw domowych i 6151 mieszkańców (3317 kobiet i 2834 mężczyzn).